# Bågenhusen

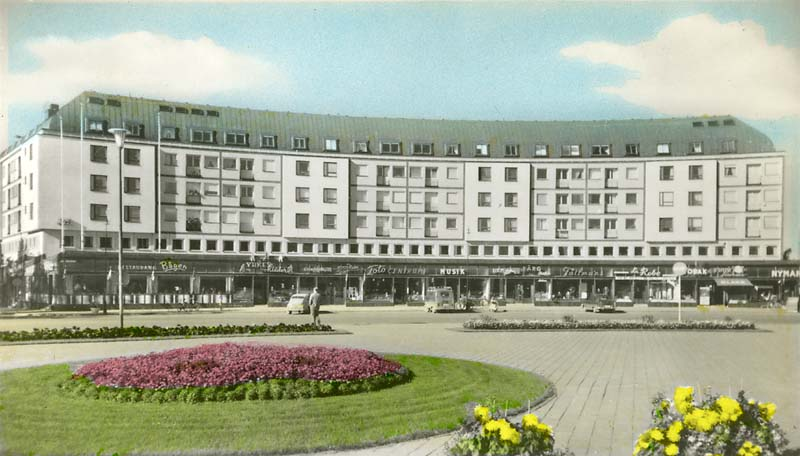
Handkolorerad bild från sent 1950-tal.

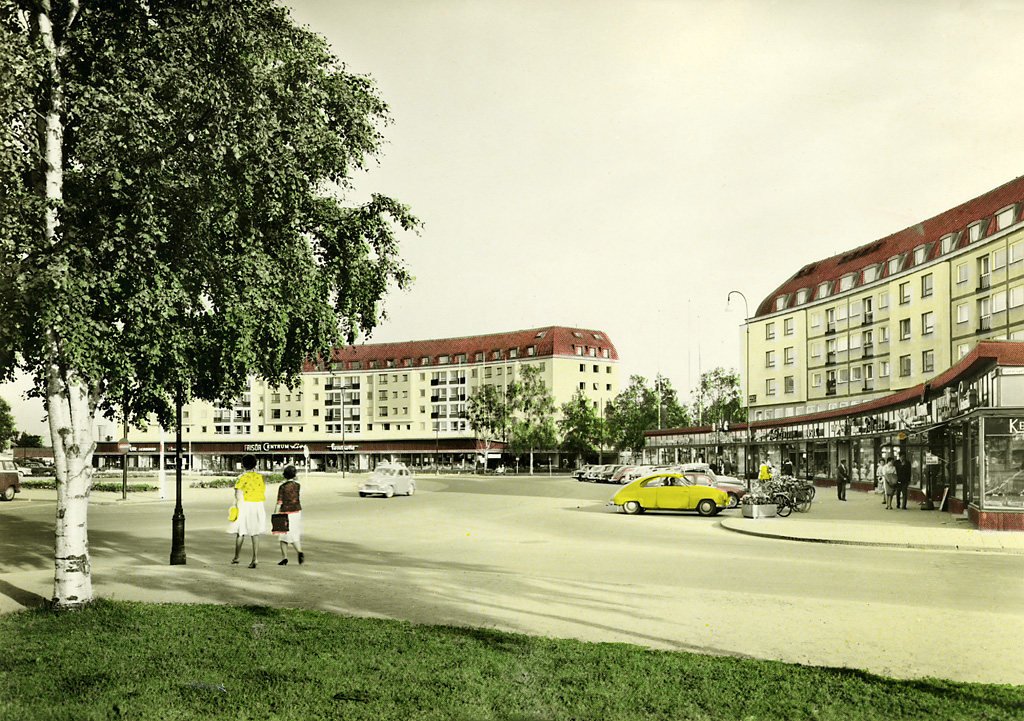
Handkolorerad bild från tidigt 1960-tal.

Bågenhusen är två byggnader som kantar Järnvägstorget utanför Umeå C i Umeå.
År 1951 godkände stadsfullmäktige i Umeå stad byggandet av ett åttavåningshus invid Järnvägstorget som skulle inrymma lägenheter, kontor och butiker. Beslutet fattades 4 maj 1951 och detaljplanen utarbetades av VBB, en av Sveriges då största konsultbyråer.
Byggnadsstyrelsen ansåg dock att det skulle vara olämpligt att bygga så pass högt i den då i övrigt låga trästaden Umeå. Detaljplanen godkändes därför inte förrän 1952 då man förhandlade fram en lösning; ett sexvåningshus med vindsvåning. Arkitekter var Jan Thurfjell och Carl Grandinson.
Etapp ett, bostadsrättsföreningen (brf) Hede, till höger om Rådhusesplanaden sett från centralstationen, färdigställdes under 1954, och kallades initialt Larco-huset innan det 1955 döptes om till Spektrumhuset. Sommaren 1955 invigdes i huset restaurang Bågen i hörnet mot Rådhusesplanaden, och där bedrivs ännu idag (2019) restaurangverksamhet. Brf Bågen på torgets vänstra sida stod klart under 1961 och till sist brf Esplanaden i fastigheten Minnet 16 på adresserna Rådhusesplanaden 16 A och 16 B, längs vänstra delen av esplanaden. 

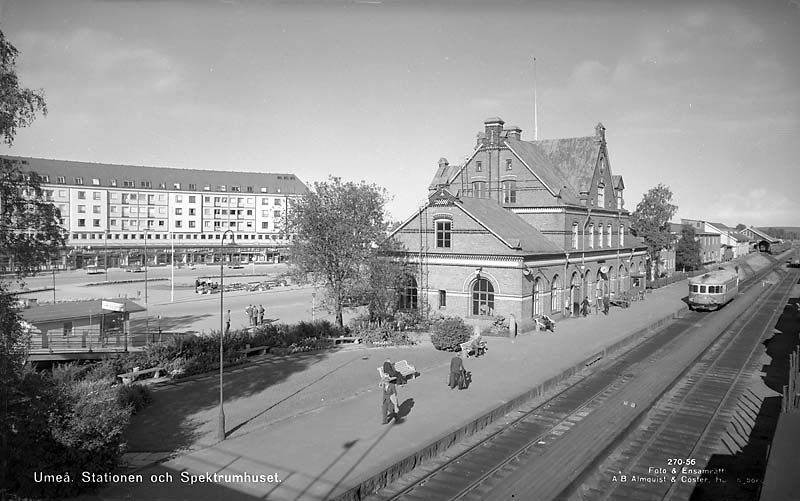
Centralstationen, Järnvägstorget och "Spektrumhuset" (1950-tal).
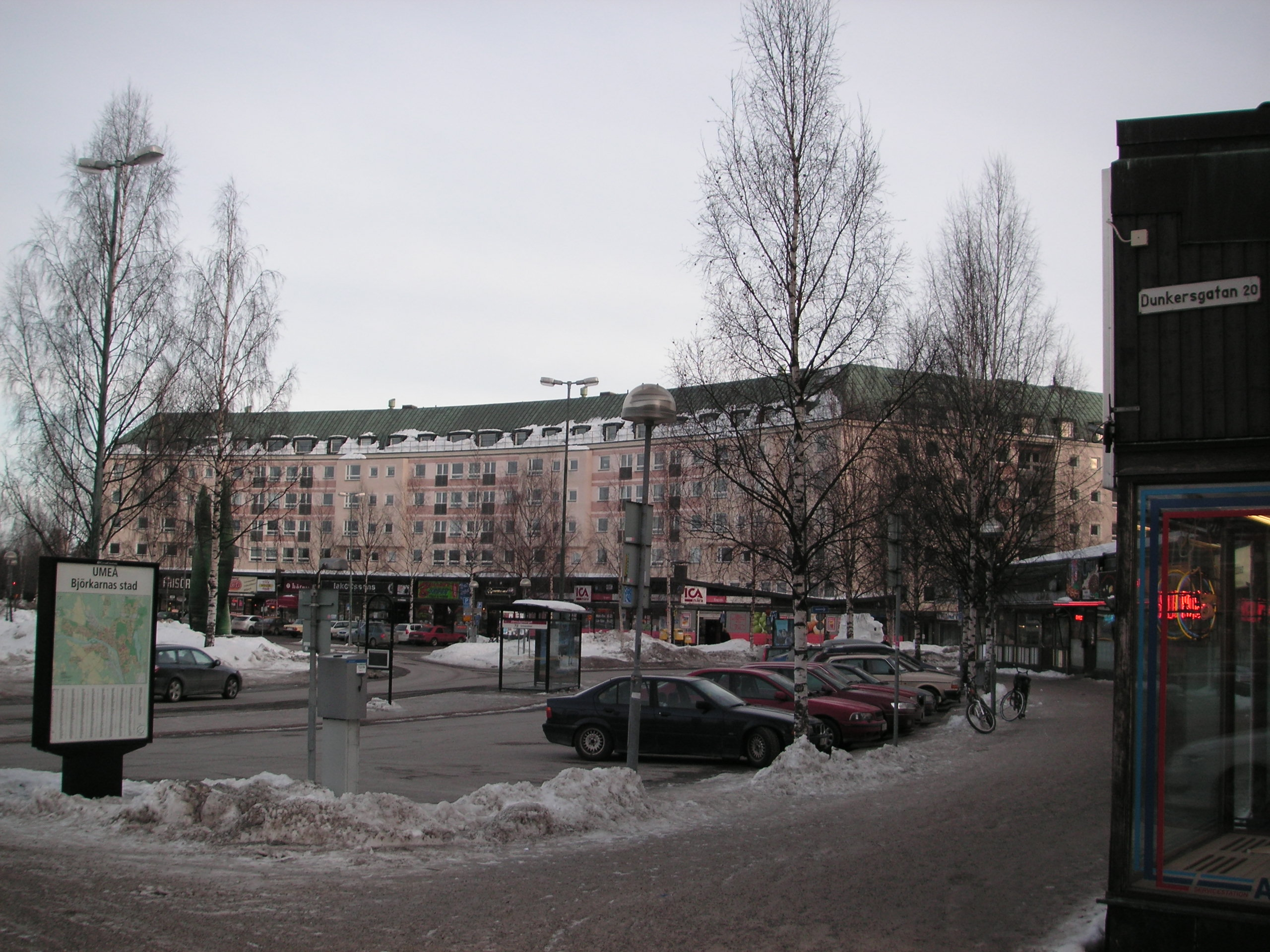
Järnvägstorget med ett av Bågenhusen i bakgrunden (2011).

## Konstnärlig utsmyckning
1970 uppfördes en nio meter hög glasskulptur, Grön eld, i mitten på torget. Det var HSB-chefen Sven Wallander som beställde konstverket av Vicke Lindstrand efter att ha sett Lindstrands glasskulptur Prisma i Norrköping. Grön eld var då den uppfördes världens största glasskulptur.

## Modern tid
Bågenhusen ägs och förvaltas än idag (2014) av tre bostadsrättsföreningar – Brf Bågen, Brf Hede & Brf Esplanaden – av vilka Hede är den största med 105 lägenheter samt lokaler för butiker, restauranger m.m. i gatuplanet.